# Felsbachaue
Koordinaten: 51° 58′ 16″ N, 7° 7′ 43″ O
Das Naturschutzgebiet Felsbachaue liegt auf dem Gebiet der Stadt Coesfeld und der Gemeinde Rosendahl im Kreis Coesfeld in Nordrhein-Westfalen.
Das Gebiet erstreckt sich nordwestlich der Kernstadt von Coesfeld und südwestlich des Kernortes von Rosendahl entlang des Felsbaches, eines rechten Zuflusses der Berkel. Nördlich des Gebietes verläuft die Kreisstraße K 41 und östlich die B 474.

## Bedeutung
Das etwa 37,0 ha große Gebiet wurde im Jahr 2003 unter der Schlüsselnummer COE-052 unter Naturschutz gestellt. Schutzziele sind
- der Erhalt und die Entwicklung einer Bachaue mit durchgängigem, weitgehend naturnahem Fließgewässer als wichtiges Vernetzungselement und Lebensraum sowie
- der Erhalt und die Optimierung eines naturnahen Fließgewässers.[2]